# Maximilian Sciandri
Maximilian Sciandri (nacido el 15 de febrero de 1967 en Derby) es un ex ciclista británico, de nacionalidad italiana hasta diciembre de 1994, profesional entre los años 1989 y 2004, durante los cuales consiguió 33 victorias. Actualmente, es director deportivo del equipo Movistar Team.

## Biografía
Aunque nació en Inglaterra, fue italiano hasta diciembre de 1994, cuando eligió la nacionalidad británica a la edad de 28 años. Esto le permitió ser seleccionado para los Juegos Olímpicos de Atlanta, donde ganó la medalla de bronce en la prueba de ruta.

## Palmarés
| 1989 - Giro de la Romagna 1990 - 5 etapas de la Vuelta a Aragón - G.P. Pino Cerami - Giro de la Romagna 1991 - 1 etapa del Giro de Italia - 1 etapa de los Tres Días de La Panne 1992 - Vuelta a Gran Bretaña, más 1 etapa - 1 etapa del Tour de Romandía - 1 etapa del Giro de Italia 1993 - Tour de Luxemburgo, más 2 etapas - 3º en la Copa del Mundo - Coppa Placci - Giro del Veneto - Gran Premio de Fourmies - 1 etapa de la Settimana Ciclistica Internazionale | 1994 - 1 etapa del Giro del Trentino - 1 etapa del Giro de Italia 1995 - 1 etapa de la Tirreno-Adriático - 1 etapa del Tour de Francia - Leeds International Classic - Gran Premio de Fourmies - 1 etapa de los Tres Días de La Panne 1996 - 1 etapa de la París-Niza - 3.º en los Juegos Olímpicos en Ruta 1998 - 2 etapas de la Dauphiné Libéré 2000 - Giro de Lazio |

## Resultados en las grandes vueltas
| Carrera         | 1989 | 1990  | 1991 | 1992 | 1993 | 1994 | 1995 | 1996 | 1997 | 1998 | 1999 | 2000 | 2001 | 2002 | 2003 | 2004 |
| --------------- | ---- | ----- | ---- | ---- | ---- | ---- | ---- | ---- | ---- | ---- | ---- | ---- | ---- | ---- | ---- | ---- |
| Giro de Italia  | -    | -     | Ab.  | 88.º | -    | Ab.  | -    | -    | -    | -    | -    | 67.º | 58.º | 68.º | -    | -    |
| Tour de Francia | -    | 154.º | -    | Ab.  | 71.º | -    | 47.º | Ab.  | 67.º | Ab.  | -    | -    | -    | -    | -    | -    |
| Vuelta a España | Ab.  | -     | Ab.  | -    | -    | -    | -    | Ab.  | -    | -    | -    | -    | -    | -    | -    | -    |
| Mundial en Ruta | -    | -     | -    | -    | -    | -    | -    | 45.º | -    | -    | -    | 17º  | 59.º | -    | 31.º | -    |

## Equipos
- Viscontea (1989)
- Carrera (1990-1991)
- Motorola (1992-1993)
- MG Technogym (1994-1995)
- Motorola (1996)
- Française des Jeux (1997-1999)
- Linda McCartney (2000)
- Lampre (2001-2003)
- Team CSC (2004)